# Angloposeidon
"Angloposeidon" est le nom informel donné à un spécimen fossile de grand dinosaure sauropode qui vivait au début du Crétacé. 

## Présentation
Il vivait dans l'Angleterre actuelle. Sa colonne vertébrale fossile a été trouvée sur l'île de Wight,,.